# Муратов Євген Мінерафісович
Євген Мінерафісович Муратов (рос. Евгений Минерафисович Муратов; 28 січня 1981, м. Нижній Тагіл, СРСР) — російський хокеїст, правий нападник.
Вихованець хокейної школи «Нафтохімік» (Нижньокамськ). Виступав за «Нафтохімік» (Нижньокамськ), «Ак Барс» (Казань), «Металург» (Новокузнецьк), СКА (Санкт-Петербург), «Сибір» (Новосибірськ), «Югра» (Ханти-Мансійськ).
У складі молодіжної збірної Росії учасник чемпіонатів світу 2000 і 2001.